# Sayouba Mandé
Sayouba Mandé (født 15. juni 1993) er en ivoriansk fodboldmålmand, der i øjeblikket spiller for det danske 1 divisions klub FC Helsingør.

## Titler
Elfenbenskysten
- Africa Cup of Nations: 2015